# Kneipp-Bund
Der Kneipp-Bund e. V. ist der Dachverband von rund 500 Kneipp-Vereinen mit etwa 160.000 Mitgliedern mit Sitz in Bad Wörishofen im Landkreis Unterallgäu.
Er ist gemeinnützig und förderungswürdig, nicht parteilich noch konfessionell gebunden, und fühlt sich dem christlich-humanistischen Menschenbild verpflichtet. Den ganzheitlichen Ansatz („Ein gesundes Leben im Einklang mit der Natur führen und auf diese Art aktiv vorbeugen und Heilung finden.“) hat Pfarrer Sebastian Kneipp (1821 bis 1897) zur Grundlage seiner Heilverfahren gemacht. Aus der ursprünglichen Wasser- und Kräuterheilkunde entstand ein anerkanntes Naturheilverfahren, das auf den fünf Elementen Wasser, Bewegung, Heilpflanzen, Ernährung und Lebensordnung basiert. Präsidentin ist Christina Haubrich, Bundesgeschäftsführer ist Thomas Hilzensauer.
In der Bundesgeschäftsstelle des Kneipp-Bundes in Bad Wörishofen werden Richtlinien für Betriebe und Einrichtungen erarbeitet, die nach der gesunden Methode arbeiten und dafür die offizielle Anerkennung erhalten möchten (Kindertageseinrichtungen und Schulen, Kurbetriebe, Gästehäuser, Gesundheitshöfe, Senioreneinrichtungen, Campingplätze, Schwimmbad- und Saunabetriebe). Vom Kneipp-Bund werden den Einrichtungen und Betrieben dafür Zertifikate verliehen, außerdem die Einhaltung der Richtlinien kontrolliert und Projekte initiiert, die die Gesundheit der Menschen fördern. Angeschlossen sind ein Shop mit Gesundheitsartikeln und eine Fortbildungseinrichtung, die Sebastian-Kneipp-Akademie. Die Mitgliederzeitschrift „Kneipp-Journal“ entsteht im Kneipp-Zentrum.
Der Kneipp-Bund betreibt in Bad Wörishofen zwei Bildungseinrichtungen, die Sebastian-Kneipp-Akademie und die Sebastian-Kneipp-Schule. An der Sebastian-Kneipp-Akademie werden Fort- und Weiterbildungen zum Kneippschen Naturheilverfahren angeboten. Die Sebastian-Kneipp-Schule ist eine Berufsfachschule für Massage und Physiotherapie. Der Verband verfügt über eine Vertretung in Berlin, dem Hauptstadtbüro. Es sorgt dafür, dass die Prävention in allen relevanten Gremien – und im Bewusstsein der Gesellschaft insgesamt – als wichtiger Wert erkannt wird.

## Geschichte
Am 24. August 1897 – etwa zehn Wochen nach dem Tod Sebastian Kneipps (17. Mai 1821 bis 17. Juni 1897) – wurde der Kneipp-Bund gegründet. Nebeneinander bestanden ein Kneipp-Bund in Berlin und ein Kneipp-Verband in Wörishofen. Im Ersten Weltkrieg ruhte die Verbands- und Vereinstätigkeit fast vollständig. 1921 schlossen sich die Wörishofener und die Berliner Verbände zusammen. In den 30er-Jahren hatte die Kneipp-Bewegung bereits rund 50.000 Mitglieder. Zwischen 1940 und 1945 wurde der Kneipp-Bund nach mehrfacher Umbenennung der „Reichsarbeitsgemeinschaft der Verbände für naturgemäße Leben- und Heilweise“ bzw. dem „Deutschen Gesundheitsbund“ eingegliedert. Nach Kriegsende wurden von den Besatzungsmächten alle Verbände und Vereine aufgelöst.
Die Neugründung des Kneipp-Bunds fand im Oktober 1949 statt, die Zentrale lag wieder in Bad Wörishofen. Die Kneipp-Bewegung kam nur langsam wieder in Gang, aber bis Ende der 50er-Jahre hatte sie wieder rund 50.000 Mitglieder. Nach einem erneuten Standortwechsel nach München 1968, hat der Kneipp-Bund seinen Sitz seit 1987 wieder in Bad Wörishofen. Ein neues Betätigungsfeld ergab sich für den Kneipp-Bund durch die Wiedervereinigung. In den Neuen Bundesländern gründeten sich zahlreiche Kneippvereine mit inzwischen knapp 6000 Mitgliedern. 2002 eröffnete der Kneipp-Bund seine Hauptstadtvertretung, das „Büro für Gesundheit und Prävention“ jetzt: Berliner Büro.
Im Dezember 2015 wurde das „Kneippen als traditionelles Wissen und Praxis nach der Lehre Sebastian Kneipps“ von der Deutschen UNESCO-Kommission in das bundesweite Verzeichnis des immateriellen Kulturerbes aufgenommen. Der Kneipp-Bund hatte zusammen mit der Stadt Bad Wörishofen und dem Verband der Kneippheilbäder und Kneippkurorte einen gemeinsamen Antrag eingereicht.
Der Kneipp-Bund macht mit 5 Aktionstagen im Jahr auf die Kneipp-Philosophie der fünf Elemente aufmerksam. Zum Element "Lebensordnung" hat der Kneipp-Bund den "Tag der Ausgewogenheit" ausgerufen, der erstmalig am 20. November 2024 begangen wird.
Seit 1962 ist auch die Internationale Kneipp-Bewegung im Verband Kneipp Worldwide organisiert. Er besteht aus den Kneipp-Bünden Deutschland und Schweiz und weiterer europäischer Länder sowie Einzelmitgliedern aus insgesamt 27 Ländern.

## Mitgliedschaften
Für Austausch und Zusammenarbeit ist der Kneipp-Bund Mitglied in den wichtigsten Verbänden des Gesundheitswesens wie
- Bundesvereinigung Prävention und Gesundheitsförderung (BVPG)
- Deutscher Olympischer Sportbund (DOSB)
- Deutscher Paritätischer Wohlfahrtsverband (DPWV)

## Stiftungsprofessur
Der Kneipp-Bund möchte die Naturheilkunde stärker in die Hochschulmedizin integrieren und hat dazu 2010 eine Professur an der renommierten Berliner Charité gestiftet. Aufgabe der Stiftungsprofessur ist es, wissenschaftliche Studien zur Wirksamkeit des Kneippschen Gesundheitskonzepts zu erarbeiten.

## Österreich
Seit 1897 besteht der Ortsverein Linz des Österreichischen Kneippbunds.
Als Österreichischer Kneippbund firmiert der Verein in Leoben mit österreichweit etwa 50.000 Mitgliedern. Bernd Milenkovics (führt die Adlerapotheke in Graz, Hauptplatz) wurde am 28. Mai 2016 – per Wahl von den Landesverbänden und Kneipp-Aktiv-Clubs – von Sabine Reissner (45) als Präsidentin abgelöst. Reissner ist noch im selben Jahr zurückgetreten. Gertrud Mellitzer, Landesvorsitzende von Tirol, hat im September 2016 ihre Aufgaben übernommen.
Seit 2009 (erstmals für 2008) werden Sebastian Kneipp Medienpreise in mehreren Kategorien vergeben.

## Weltweit
Der Kneipp-Bund ist Mitglied bei Kneipp Worldwide. Kneipp Worldwide wurde 1962 als „Internationale Konföderation der Kneipp-Bewegung (IKK)“ in Lindau (Bodensee) gegründet. Mitglieder sind neben dem Kneipp-Bund nationale Verbände aus Deutschland, Österreich, der Schweiz, seit 1972 auch Dänemark, seit 1975 Südafrika, seit 2018 Südkorea; weiters Berufsverbände und Einzelpersonen aus 40 Nationen.